# طيف سامي محمد
طيف سامي محمد الشكرجي (1963 -) هي وزيرة المالية العراقية في حكومة محمد شياع السوداني، كانت سابقاً وكيلة لوزير المالية في حكومة مصطفى الكاظمي، منحتها وزارة الخارجية الأمريكية جائزةَ المرأة الشجاعة في يوم 8 آذار 2022، وقالت: “سامي لعبت دورا أساسيا في منع وردع فساد الموازنة المالية في العراق”.

## عملها
كان طموحها بعد التخرّج أن تعمل في المجال الدبلوماسي، عُيّنت في وزارة المالية منذ سنة 1985م، في سنوات حرب القادسية الثانية، قالت طيف إن «أكثرية الفريق عند توظيفها كان من النساء؛ لأن الرجال كانوا في الحرب مع إيران»، وبقيت تتدرج في الوزارة حتى الاحتلال الأمريكي للعراق سنة 2003، حين زالت حكومة صدام حسين، وعُيّنت طيف منذئذٍ مديرة عامة لدائرة الموازنة، واستمرت في منصبها 19 سنة، رغم المحاصصة الطائفية في العراق ما بعد الغزو. وذكر موقع مكتب الشؤون التعليمية والثقافية أن طيف عُيّنت وكيلة لوزارة المالية سنة 2019، وأنها عُينت نائبةً لمدير دائرة الموازنة في وزارة المالية سنة 2005. طيف لها أسلوب خطاب مختلف فيه، قالت في وصفه «يقولون إن صوتي مرتفع وإنني هجومية، لكن هذه طريقتي بالكلام. عندما أفسّـر شيئاً ما، أتحمس».